# Kazik Staszewski
Pour les articles homonymes, voir Staszewski.

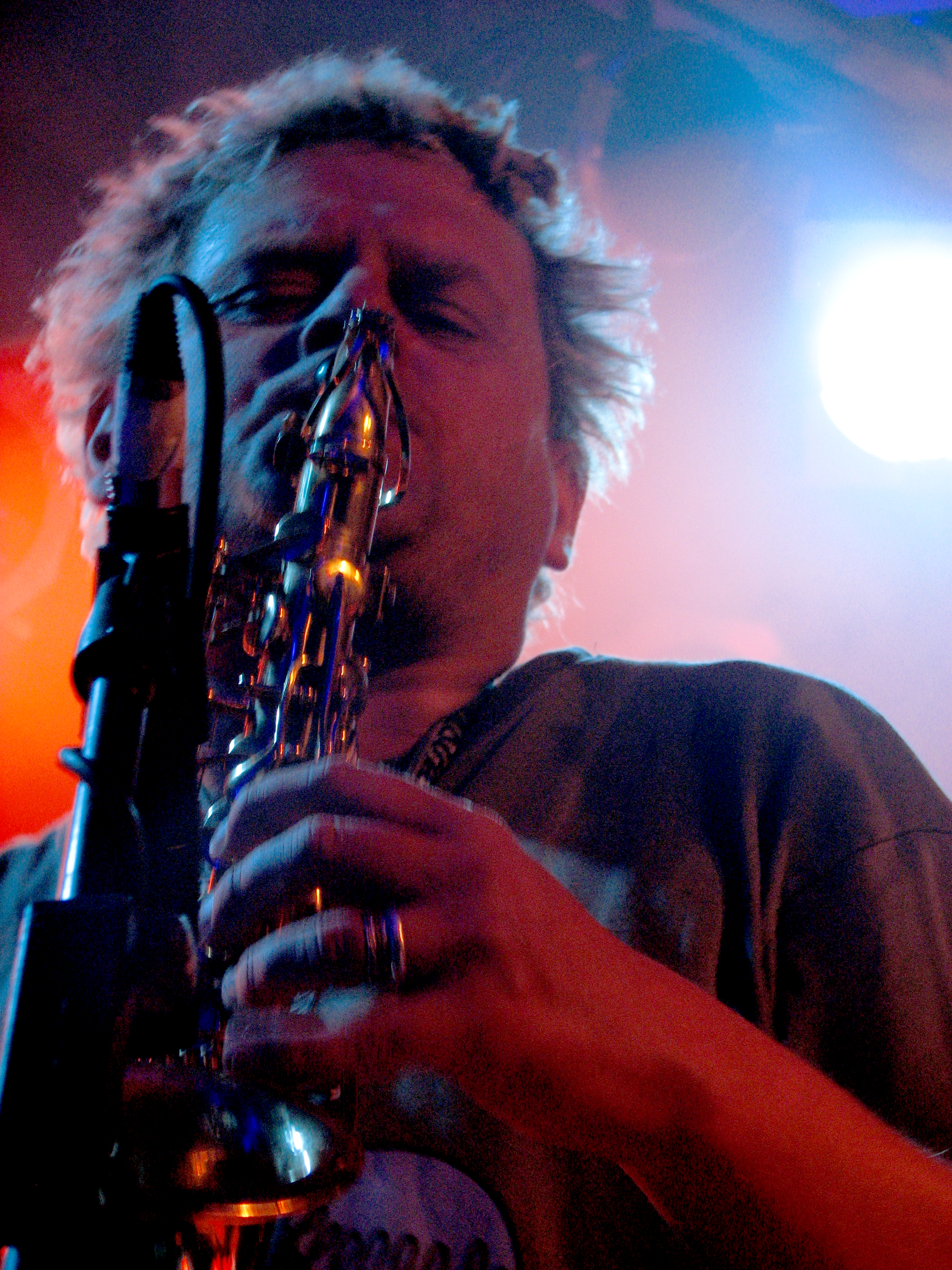
Kazik Staszewski

Kazik Staszewski, alias Kazimierz Piotr Staszewski (12 mars 1963 à Varsovie - ) est un chanteur, parolier et saxophoniste polonais. Il est le leader du groupe Kult.

## Biographie
Kazik a grandement contribué à la genèse de Kult en 1982. Leur dernier album, Hurra, est sorti en 2009. En 1991, Kazimierz entame une carrière en solo sous l'un de ses diminutifs, Kazik, avec ce qui peut être considéré comme le premier album de rap polonais : Spalam się (Je brûle).
Le dernier album de Kazik, intitulé Los się musi odmienić (Le destin doit changer), est sorti dans les bacs en 2005.
Kazik est un artiste très populaire mais également très axé sur la controverse, notamment dans sa façon de critiquer la politique - la politique polonaise, en particulier. Ses chansons portent souvent sur la vie quotidienne, que ce soit celle d'un individu quelconque, d'un Polonais, ou de l'artiste. Des titres célèbres comme Polska (Pologne), Hej, czy nie wiecie (Salut, vous saviez), Wódka (Vodka) et ainsi de suite, parlent de la vie en Pologne, du gouvernement et de ses mesures... Une autre chanson bien connue, 100 Milionów (100 Millions), est un pamphlet musical attaquant les promesses électorales de Lech Wałęsa. Elle a été commentée publiquement par Lech Wałęsa lui-même.
La spécificité des paroles de Kazik se trouve dans leur contenu même où sont présentes de nombreuses références à la culture populaire, à la culture des hautes sphères sociales, aux évènements qui font l'actualité, aussi bien que les références autobiographiques que constituent les plaisanteries mises en abîme dans les textes, telles que des citations ou des allusions concernant ses œuvres précédentes. Ces références sont souvent communiquées de manière mystérieuse et parfois accidentelle.

## Discographie

### Avec Kult
- Kult (1987)
- Posłuchaj to do ciebie (1987)
- Spokojnie (1987)
- Tan (1989)
- Kaseta (1989)
- 45-89 (1990)
- Your Eyes (1991)
- Tata Kazika (1993)
- Muj wydafca (1994)
- Tata 2 (1996)
- Ostateczny krach systemu korporacji (1998)
- Salon Recreativo (2001)
- Poligono Industrial (2005)
- Hurra (2009)

### En tant que Kazik
- Spalam się (1991)
- Spalaj się! (1993)
- Oddalenie (1995)
- 12 Groszy (1997)
- Melassa (2000)
- Czterdziesty pierwszy (2004)
- Los się musi odmienić (2005)
- Silny Kazik pod wezwaniem (2008)
- Wiwisekcja (2015, Kwartet ProForma)
- Tata Kazika kontra Hedora (2017, Kwartet ProForma)
- Utwory odnalezione (2017)
- Zaraza (2020)

### Avec Kazik Na Żywo
- Na żywo, ale w studio (1994)
- Porozumienie ponad podziałami (1995)
- Las Maquinas de la Muerte (1999)
- Występ (2002)
- Bar La Curva / Plamy na słońcu (2011)
- Ostatni koncert w mieście (2016)

### Avec El Dupa
- A pudle? (2000)
- Gra? (2007)

### En tant que Kazik Staszewski
- Melodie Kurta Weill'a i coś ponadto (2001)
- Piosenki Toma Waitsa (2003)

### Avec Buldog
- Płyta (2006)

## Récompenses et distinctions
- Paszport Polityki
  - 1998 Lauréat dans la catégorie Scène